# Icon (banda)
Icon es una banda estadounidense de heavy metal formada en 1981, en Phoenix, Arizona.

## Biografía
El embrión de la banda se formó bajo el nombre de The Schoolboys, con Dave Henzerling (Guitarra), Dan Wexler (Guitarra), Tracy Wallach (Bajo), Stephen Clifford (Voz) y John Covington (Batería), con el tiempo The Schoolboys se disuelven, rebautizando al proyecto como Icon.
En 1984 la banda firma con el sello Capitol Records para lanzar su primer álbum homónimo, con los sencillos (Rock On) Through the Night y On Your Feet, lanzados el mismo año. On Your Feet se erigió en hit en su momento, difundido a través de las radios Heavy Metal estadounidenses.
En septiembre de 1985 lanzan su segundo álbum Night of the Crime, la banda sufre la ida de su vocalista Stephen Clifford y del guitarrista John Aquilino, después de salir a la venta su segunda placa, la antedicha Night Of The Crime, con un sonido muy diferente al disco anterior, con elementos más melódicos y frescos, no obstante fue un fracaso en ventas: Jerry Harrison sería el nuevo vocalista de la banda.
Icon siguió adelante con Dan Wexler como único guitarrista, y ya con Jerry Harrison como vocalista, en 1987, la banda decide grabar su tercer álbum More Perfect Union, lanzado de manera independiente en formato casete, con Kevin Stroller como nuevo miembro, colaborando en teclados y sintetizadores. 
More Perfect Union le vuelve a otorgar a la banda otro cambio estilístico respecto a los discos anteriores, rozando el sonido AOR, el álbum sería reeditado en CD en los 90, bajo el título An Even More Perfect Union, con 8 bonus tracks.
En 1989 firman contrato con Megaforce Records, lanzando Right Between the Eyes, e incorporando al guitarrista Drew Bollmann como nuevo miembro de la banda.
Este disco contó con la colaboración de Alice Cooper en la canción Two For The Road, el mismo año la banda graba su segundo videoclip, esta vez de la canción Taking My Breath Away, el cual recibió cierta difusión por la cadena de televisión MTV, a través del programa "Headbangers Ball". 
Right Between the Eyes, con un sonido más hard rock, no tuvo el éxito merecido, Icon siguió tocando en vivo hasta 1990, momento en que el baterista Pat Dixon deja la banda, como reemplazo ingresa David Lauser, aunque solamente para cumplir con los compromisos que el grupo tenía pactados a lo largo de 1990, tras lo cual la banda se desintegra poniendo fin a su primera etapa.
Dan Wexler participó de otros proyectos después de la separación de Icon, incluyendo sus colaboraciones en composiciones con Alice Cooper y la banda de heavy metal Pretty Maids.
18 años después, en 2008, la banda anuncia su regreso a los escenarios, relanzando un paquete DVD + CD en directo para la ocasión, llamado 1984 Live Bootleg, un documento en vivo de los tiempos del primer disco, originalmente editado en 1999. 
Icon ya tenía confirmado su regreso a los escenarios con nuevos miembros, entre ellos el vocalista de la banda Adler's Appetite Sheldon Tarsha y el ex-The Schoolboys Dave Henzerling, quien esta vez se ocuparía del bajo; el guitarrista John Aquilino y el baterista Pat Dixon también serían de la partida.
En 2009 el grupo había anunciando solo dos fechas, tocando en el festival "Rocklahoma" y abriendo un show para Tesla, en 2010 actúan como teloneros de Queensrÿche. La banda anunció su idea de grabar nuevo material de estudio, aún sin novedades al respecto.

## Discografía
- Icon (1984)
- Night of the Crime (1985)
- More Perfect Union (1987)
- Right Between the Eyes (1989)
- 1984 Live Bootleg (1999)

## Músicos
Estas son las diferentes alineaciones que tuvo Icon desde su principio hasta hoy

### The Schoolboys (1979)
- Stephen Clifford (Voz)
- Dan Wexler (Guitarra)
- Dave Henzerling (Guitarra)
- Tracy Wallach (Bajo)
- John Covington (Batería)

### Primer Line Up de Icon (1981 - 1985)
- Stephen Clifford (Vocalista)
- Dan Wexler (Guitarrista)
- John Aquilino (Guitarrista)
- Tracy Wallach (Bajista)
- Pat Dixon (Baterista)

### Line Up 2 (1986 - 1987)
- Jerry Harrison (Voz)
- Dan Wexler (Guitarra)
- Tracy Wallach (Bajo)
- Pat Dixon (Batería)
- Kevin Stroller (Teclados & Sintetizadores)

### Line Up 3 (1988 - 1991)
- Jerry Harrison (Voz)
- Dan Wexler (Guitarra)
- Drew Bollmann (Guitarra)
- Tracy Wallach (Bajo)
- Pat Dixon (Batería)

### Line Up 4 (1990)
- Jerry Harrison (Voz)
- Dan Wexler (Guitarra)
- Drew Bollmann (Guitarra)
- Tracy Wallach (Bajo)
- David Lauser (Batería)